# Cushendall
Cushendall (Cois Abhann Dalla in gaelico irlandese) è un villaggio dell'Irlanda del Nord, situato nella contea di Antrim.